# Phyllodes
Cet article concerne le genre de papillons de la famille des Noctuidae. Pour l'organe de certaines plantes, voir phyllode (botanique). Pour la tumeur du sein, voir tumeur phyllode.
Genre
Phyllodes est un genre de lépidoptères (papillons) de la famille des Erebidae ou des Noctuidae selon les classifications.
D'après GBIF, ce genre comprend les espèces suivantes :
- Phyllodes achysis
- Phyllodes cerasifera
- Phyllodes consobrina
- Phyllodes conspicillator
- Phyllodes dealbata
- Phyllodes diversipalpus
- Phyllodes enganensis
- Phyllodes eyndhovii
- Phyllodes fasciata
- Phyllodes floralis
- Phyllodes formosana
- Phyllodes gynnis
- Phyllodes imperialis
- Phyllodes inferna
- Phyllodes inspicillator
- Phyllodes maligera
- Phyllodes meyricki
- Phyllodes papuana
- Phyllodes perspicillator
- Phyllodes porphyrea
- Phyllodes pura
- Phyllodes roseigera
- Phyllodes semilinea
- Phyllodes staudingeri
- Phyllodes verhuelli

## Synonyme
- Xenodryas Gistel, 1848